# ادمون آن
ادمون آن (فرانسوی: Edmond Haan‎; ۲۵ مهٔ ۱۹۲۴ – ۱۵ اوت ۲۰۱۸) بازیکن فوتبال اهل فرانسه بود.
از باشگاه‌هایی که در آن بازی کرده‌است می‌توان به باشگاه فوتبال استراسبورگ، باشگاه فوتبال نیم المپیک، و باشگاه فوتبال استراسبورگ اشاره کرد.
وی همچنین در تیم ملی فوتبال فرانسه بازی کرده‌است.